# Blank en wit in het racismedebat
In Nederland en Vlaanderen is in het tweede decennium van de 21e eeuw een discussie ontstaan over de vraag of het gebruik van de term 'blank' een uitdrukking van raciale superioriteit is en daarom vervangen zou moeten worden door de term 'wit', die steeds meer als gelijkwaardig wordt ervaren. Deze discussie hangt ook nauw samen met het zwartepietendebat, acties van Black Lives Matter en de brede aandacht voor het slavernijverleden, uitingen van de zich wijzigende opvattingen in een breder geschakeerde samenleving, debat dat geregeld erg levendig en zelfs polariserend wordt gevoerd.
Beide termen werden in de afgelopen eeuwen afwisselend gebruikt in de betekenis van 'natuurlijke witte/blanke huidskleur', of om de huidskleur te onderscheiden van een van nature donkere of getinte huidskleur. De term 'blank' heeft als hedendaagse tegenhanger het Franse 'blanc'; 'wit' correspondeert met het Engelse 'white'. In andere talen dan het Nederlands speelt de discussie over een dergelijke woordkeuze niet, omdat er geen keuze tussen synoniemen is.
In de jaren 2010 werd onder invloed van de antiracismebeweging de term 'blank' als aanduiding van de huidskleur controversieel wegens een vermeend verband van dit woordgebruik met het Westerse kolonialisme in vroegere eeuwen. De maatschappelijke discussie daarover werd vooral aangezwengeld door het zwartepietendebat en vond met name plaats in de sociale media. Ook binnen de andere media – televisie en geschreven pers – en in de culturele sector is een discussie ontstaan over de wenselijkheid om het gebruik van de term 'blank' als aanduiding van de huidskleur te vermijden.
Naast het argument dat 'blank' om historische redenen een 'besmet' woord en racistisch zou zijn, wordt betoogd dat 'wit' neutraler zou zijn, omdat 'blank' een "positieve connotatie" zou hebben ten opzichte van 'zwart' en daarom zwarte mensen zou kwetsen. Lang niet iedereen ervaart echter het gebruik van het woord 'blank' als racistisch. In de 20e eeuw was voor autochtone (overwegend blanke) Nederlanders 'blank' een sterk ingeburgerde aanduiding ter onderscheiding van 'donkere' mensen.
'Wit' zou beter zijn dan 'blank', omdat dit een logischer antoniem van 'zwart' zou zijn, maar hoewel zwart en wit formeel gelijkwaardige woorden zijn, zijn de gevoelswaarde en de maatschappelijke betekenis dat niet. 'Wit' hoeft in deze context geenszins een neutraal woord te zijn. Het nadrukkelijke gebruik van 'wit' kan associaties oproepen met de Amerikaanse extremistische 'white supremacy'-beweging, die mensen met een witte huidskleur beschouwt als superieur aan zwarte mensen. Volgens cultuurwetenschapper Peter de Kort heeft het Engelse woord 'white' in dat geval juist een racistische bijklank.

## Historisch gebruik voor huidskleur
Volgens Genootschap Onze Taal komen 'blank' en 'wit' in het Nederlands al vele eeuwen naast elkaar voor. In het Oergermaans van het begin van onze jaartelling en ook in geschriften uit de 13e eeuw, werden de woorden blanka (blank, wellicht iets als 'schitterend') en hwitta ('wit') gebruikt. In de 20e eeuw werden beide woorden gebruikt om een nuance in gelaatskleur aan te geven: blank als aanduiding voor iemand met een min of meer roze huidskleur, wit voor de witte teint zoals die in de winter voorkomt. Een witte of blanke huid gold in delen van Europa lange tijd als een soort schoonheidsideaal en beide aanduidingen werden door elkaar gebruikt.
Wit werd ook gebruikt om autochtone Nederlanders onderling te onderscheiden, namelijk werklui die door arbeidsomstandigheden snel vies worden en meestal (door de zon getaand) bruiner zijn door veel werk (onder de zon) in de buitenlucht.
In de 17e eeuw, ten tijde van de Vereenigde Oostindische Compagnie, werden 'wit' en 'blank' allebei gebruikt in de neutrale betekenis van een natuurlijke witte/blanke huidskleur. Later ook als aanduiding van het Kaukasische of Europide mensenras, als verwijzing naar de geografische herkomst.
De politieke discussie over de woordkeus is uniek voor het Nederlandse taalgebied, omdat alleen hier blank en wit synoniemen zijn voor een huidskleur. In het Frans, dat onder de Nederlandse elite lange tijd zeer populair was en in de Napoleontische tijd invloedrijk was, is de aanduiding voor een witte huidskleur 'blanc', in het Spaans 'blanco'; in het Engels, vanouds de internationale handelstaal, is de aanduiding voor een blanke huidskleur 'white' en in het Duits 'weiß'. Ook in de geschiedenis van het Nederlands is de politieke discussie hierover uniek voor de 21ste eeuw.

### Etymologie van blank en wit
Zowel blank als wit hebben volgens van Dale een Middelnederlandse oorsprong.
Het woord 'blank' is van oorsprong een Germaans woord voor 'met een lichte kleur' en 'blinkend' en is etymologisch verbonden met het woord blaken (schitteren) en verwant met Romaanse woorden als blancus, blanc en blanco. In de Van Dale werd 'wit' in 1999 opgenomen als synoniem van 'blank'. 'Wit' is hier een letterlijke vertaling van het Engelse 'white' en in het Duits 'weiß'. Door de rivaliteit in het kolonialisme, zoals in Zuid-Afrika, was er destijds ook een uitwisseling tussen de Engelse en de Nederlandse taal. In het Engels werd 'blank' echter zelden gebruikt als synoniem voor 'white'.

## Keuze voor de term blank of wit

### Activisme en reacties
In 21ste eeuw ontstond er in Nederland een soort protestbeweging, die op een activistische manier tracht in het algemene taalgebruik de woorden 'blank' en 'blanke' te doen vervangen door 'wit' en 'witte'. In 2013 leefde het zwartepietendebat op over Zwarte Piet als symbool van racisme en slavernij.
In oktober 2016 berichtte de Volkskrant dat een groeiende groep "antiracismeactivisten" het gebruik van 'blank' bestrijdt omdat de term, net als 'neger', besmet zou zijn door het koloniale verleden. Het herinnert aan 'slavernij, overheersing en uitbuiting van gekleurde door witte mensen'. Daarom zou 'blank' net als 'neger' een taboe-woord moeten worden.
Ook de activisten Sunny Bergman en Anousha Nzume, in 2021 Kamerkandidaat voor BIJ1, mengden zich de volgende jaren in het debat. Bergman startte na haar documentaire Wit is ook een kleur samen met Jerry Afriyie de beweging Wit aan zet, gericht tegen het "wit privilege in Nederland". Bergman richt zich voornamelijk op "de witte, linkse, progressieve mensen". Zij is tegen het woord 'blank' tegenover 'zwart', omdat het woord een koloniaal verleden heeft en zij het daarom niet neutraal vindt.
Naast het argument dat 'blank' racistisch zou zijn, wordt door Nzume betoogd dat 'wit' neutraler zou zijn, omdat 'blank' een "positieve connotatie" zou hebben ten opzichte van 'zwart'. De NOS neemt dit argument over en stelt: "Blank roept associaties op met rein en schoon en zwart is dat dan blijkbaar niet." 'Blank' (blinkend, onbevlekt) heeft de connotatie van reinheid en neutraliteit, waardoor de eeuwenlange machtsongelijkheid nog eens extra zou worden 'witgewassen'.
Rogier Boers schreef in 2017 op de website van BIJ1 dat witte mensen zo gewend zijn om het woord blank te gebruiken dat ze er niet meer over nadenken. Hij stelt dat 'witte' mensen door het gebruik van het woord 'wit' een ongemakkelijk gevoel krijgen en zich geïrriteerd voelen met als gevolg dat zij gedwongen worden een standpunt te kiezen. Voor hem was het als 'witte man' louterend om zo te beseffen 'dat [hij] nog op allerlei niveaus kolonialisme en racisme in [zijn] belevingswereld meedraag[t]'.

#### Reacties van voorstanders van de term 'wit'
Pleiters voor 'wit' menen in aansluiting op het zwartepietendebat, dat 'blank' een negatieve en koloniale connotatie heeft en dat dit woord in de Gouden Eeuw bewust werd gebruikt om het verschil aan te geven tussen superieure en inferieure mensen. Tegenstanders van dit veranderde woordgebruik betwijfelen dit en noemen het een vergezocht argument.
Volgens Trouw-ombudsman Adri Vermaat in 2017, kiest de samenleving steeds vaker voor de term 'wit' "omdat 'blank' – indachtig het koloniale verleden – een superioriteit tegenover gekleurde mensen uitstraalt die er niet zou moeten of mogen zijn." Hij zag op sociale media vaak een "groteske weerstand tegen de verandering naar 'wit'", met het verwijt (van pro-blank) dat de media slappe knieën zouden hebben door toe te geven aan de eis of het verlangen van actievoerders om 'wit' tot standaard te verheffen. De 'blanke Amsterdamse grachtengordel' zou (volgens pro-blanke klagers) Trouw op dit punt politiek correct (pro-wit) maken. Antiracismeactivisten willen meer 'wit' en minder 'blank', omdat blank geen kleur is. 'Blank' als tegenstelling van zwart levert ongelijkheid op, vinden zij, en zwart heeft een negatieve bijklank.
'Blank' zou een positieve bijklank van superioriteit hebben en bovendien de betekenis hebben van kleurloos, alsof de blanke huidskleur de standaard is, en niet een van de vele kleuren. 'Wit' zou beter zijn dan 'blank', omdat dit een logischer antoniem van 'zwart' zou zijn.

#### Reacties van voorstanders van de term 'blank'
Lang niet iedereen ziet het gebruik van 'blank' als racistisch. De term 'wit' kan juist worden ervaren als ‘een uiting van beledigende minachting’. Het gebruik van 'wit' kan juist als een statement overkomen waarin een racismebeschuldiging besloten zou liggen. Tegenstanders van 'wit' noemen het gebruik hiervan juist omgekeerde discriminatie. Vermaat verklaarde de overwegend negatieve reacties over wit in haar krant, als gevolg van het feit dat Trouw-lezers eerder kritische dan instemmende reacties sturen. Bij een enquête onder Onze Taal-lezers van 2016 had 91% van de ondervraagden als aanduiding van "mensen met een roze huidskleur" een voorkeur voor blank boven wit.
Schrijver en publicist Joost Niemöller schreef in een opiniestuk voor de controversiële omroep Ongehoord Nederland, waar hij mede de initiatiefnemer voor was, dat blanken zichzelf vooral wit zijn gaan noemen om andere mensen niet te beledigen en concludeerde: "Je mag jezelf niet meer noemen zoals je dat wilt. Want dat is kwetsend voor anderen." Wit is in natuurkundige zin zonder kleur en wit betekent volgens Niemöller dus identiteitsloos. Tegenover 'mensen met kleur' staan aldus de 'mensen zonder kleur', de 'witten'. Het woord 'wit' is dus helemaal niet ‘neutraal’, maar "het is een vorm van ideologische vernedering."
Columniste Sylvia Witteman argumenteert dat mensen niet wit of zwart zijn, maar dat ze bestaan in honderden tinten, zodat 'zwart' en 'wit' een schril contrast oproepen dat in werkelijkheid niet bestaat, waarbij blank ook een kleur is, een tikje warmer dan wit. Met scherp tegengestelde woorden als 'wit' en 'zwart' bestrijd je ongelijke machtsposities niet, maar je bestendigt ze juist. Het zijn verre van neutrale woorden. Hoewel zwart en wit formeel gelijkwaardige woorden zijn, zijn de gevoelswaarde en de maatschappelijke betekenis dat geenszins. Het gebruik van het woord 'zwarten' komt voort uit de emancipatiebeweging van mensen met een kleur. De zin 'ik ben een trotse, zwarte vrouw' wordt gewoon gevonden, maar bij 'ik ben een trotse, witte (of blanke) vrouw' dringt zich al gauw de gedachte aan witte puntmutsen op.
De filosoof en columnist Ger Groot wees er op, dat 'wit' en 'witte' geen neutrale woorden zijn en in de 1970er jaren juist als een uiting van beledigende minachting werden beschouwd. Volgens Groot weet je bij voorbaat dat er iets niet pluis is als iemand het over 'witten' heeft en wil een spreker door het gebruik van 'wit' zichzelf uitdrukkelijk aan de "goede kant" plaatsen en verklaren 'ik deug wèl'. Groot denkt dat de term rond 1970 in het Nederlands opdook, samen met termen als 'bleekscheet', naast het Engelse 'whitey' voor 'bleke'.

#### Genuanceerd
Volgens VRT-ombudsman Tim Pauwels heerst er een zekere stemmingmakerij rond de woordkeuze die eigenlijk gestoeld is op intentieprocessen. Blanken zouden zichzelf blank noemen omdat die zichzelf willen voorstellen als 'rein' of 'vals neutraal' omdat blank geen kleur zou zijn (terwijl wit nu net geen kleur is).
De Belgische taalcolumnist Ludo Permentier vindt dat een bevolkingsgroep zelf moet kunnen kiezen hoe hij benoemd wil worden en niet worden gedwongen door een ideologie.
Anderen wijzen erop dat er een tekst is aangetroffen uit 1598 waarin de term 'wit' werd gebruikt om een huidskleur mee aan te duiden en dat ook Multatuli daarvoor in 1873 het woord 'wit' gebruikte in een specifieke alinea in Woutertje Pieterse, alwaar hij overigens ook het woord "negerkoningen" schreef.

### In de Nederlandse media

#### Keuze bij de NOS
Begin 2018 ontstond ophef over het gebruik van het woord 'wit' in plaats van 'blank' bij het NOS Journaal. Aanleiding was de berichtgeving over blanke boeren in Zimbabwe, dat een historie van apartheid heeft. Op de sociale media stoorde het mensen dat de NOS het over 'witte boeren' had. Toen op 23 januari in het Radio 1 Journaal een luisteraar erover klaagde dat over witte in plaats van blanke boeren in Zimbabwe was gesproken, kwam naar buiten dat dit beleid was van de redactie en ontstond er ophef. De PVV sprak er schande van en stelde hierover Kamervragen.
Op de redactie van het Journaal was er al langere tijd discussie over deze kwestie. De Taalcommissie van NOS Nieuws adviseerde daarop om bij voorkeur het woord wit te gebruiken, omdat blank een te positieve connotatie ten opzichte van zwart zou hebben. De hoofdredactie heeft dit daarna overgenomen in een "vrijblijvende" richtlijn, zonder verbod op het woord 'blank', maar met de hoofdredactie als verantwoordelijk. Volgens hoofdredacteur Marcel Gelauff gaf NOS Nieuws al sinds halverwege 2016 heimelijk de voorkeur aan ‘wit’ boven ‘blank’, maar werd dit pas naar buiten gebracht toen er ophef over kwam.

#### Keuze bij RTL
Bij RTL Nieuws speelde de kwestie 'blank' of 'wit' in 2018 nog geen rol. RTL lijkt daarna echter de NOS hierin te zijn gevolgd. In februari 2020 twitterde iemand een mail die een antwoord zou zijn op een klacht die zij naar RTL zou hebben gestuurd over het gebruik van 'wit' in de uitzendingen. Het antwoord suggereert dat RTL kiest "voor het woord 'wit' omdat dit neutraler is dan het woord 'blank'. De verandering wordt logisch genoemd, omdat het tegenovergestelde van zwart, wit is en niet blank.

#### Keuze bij de kranten
NRC Handelsblad doet in zijn stijlboek geen uitspraak over de keuze voor de term wit of blank. Hoofdredacteur René Moerland zei hierover in maart 2021: "De krant volgt het taalgebruik zoals dat zich in de samenleving ontwikkelt, zonder daarin het voortouw te nemen. NRC volgt niet zozeer ‘de samenleving’, maar een progressief deel daarvan. Op het moment dat blank steeds meer een politieke connotatie krijgt en wit meer de norm wordt, zal het bij ons ook veranderen."
In 2017 constateerde Trouw-ombudsman Adri Vermaat dat redacteuren steeds vaker 'wit' gebruikten, omdat ze 'blank' naar racisme vinden neigen. 'Blank' was binnen de redactie echter niet verboden. Volgens Trouw straalt het woordje blank superioriteit tegenover gekleurde mensen uit "indachtig het koloniale verleden" en neigt blank naar racisme. Wit zou dit dus niet doen.
Ook de Volkskrant hanteert het 'witte' beleid, hoewel deze erkent dat dit niet onderliggende problemen oplost. Hoewel deze krant in het Stijlboek 1992 nog wel de term 'blanken' gebruikte, geeft de krant sinds 2010 in haar Stijlboek de voorkeur aan de term 'wit'. Volgens hoofdredacteur Pieter Klok streeft de Volkskrant naar progressief taalgebruik, maar zijn de auteurs in principe vrij zelf hun woorden te kiezen.
De Telegraaf kiest juist bewust voor het gebruik van de term 'blank'. In een column van 24 april 2021 schrijft hoofdredacteur Paul Jansen dat hoewel racisme in de samenleving benoemd en bestreden moet worden, de term 'wit' een exponent zou zijn van een radicale ideologie die zij juist op afstand willen houden.

### In de Vlaamse media
Tim Pauwels, ombudsman van de Vlaamse nieuwszender VRT NWS, schreef in 2020, dat de journalisten van de VRT zelf kiezen of ze 'wit' of 'blank' gebruiken. Een huidskleur omschrijven als 'wit' is in Vlaanderen nog erg nieuw en komt bij veel mensen over als onwennig en politiek correct. Omdat je in de symbolendiscussie altijd één van beide zijden teleurstelt moet VRT NWS volgens hem in dit debat geen kant kiezen. Een gelijkaardige stelling wordt ingenomen door de krant De Standaard en haar ombudsvrouw Karin De Ruyter.

### Nationaal Museum van Wereldculturen
Het Nederlandse Nationaal Museum van Wereldculturen bracht in 2018 een taalgids uit over mogelijk gevoelige woorden in de culturele sector. Hierin werd gesuggereerd om in navolging van de antiracismebeweging de term blank te vervangen door de term wit. Volgens directeur Stijn Schoonderwoerd is het geen lijst van woorden die je niet meer mag gebruiken en wil het museum geen "woordenpolitie" zijn. "Het zijn woorden die de gevoeligheid uitleggen. Daarmee kan de lezer een afweging maken of hij of zij een woord blijft gebruiken of niet."